# Terres vierges
Terres vierges (Новь) est un roman majeur d'Ivan Tourgueniev paru en 1877 qui retrace une histoire de jeunes gens allant au peuple, dans le sillage de mouvements populistes, comme ceux des narodniki.
Ce roman est selon Eugène-Melchior de Vogüé, « une réponse indirecte aux Possédés » (de Dostoïevski). Les meilleures pages sont celles où l'auteur nous démontre par les faits l'impossibilté d’un contact entre les propagandistes et le peuple.

## Résumé

### Appartement de Niédjanov
L'histoire se passe d'abord en 1868 à Saint-Pétersbourg, dans le pauvre appartement d'Alexis Dmitriévitch Niédjanov. Thècle Machourine, sage-femme pauvre et chaste, s'y trouve, puis arrive Pimène Ostrodoumov, visiblement tout aussi pauvre. Ils parlent tous deux d’un courrier de Moscou qui est arrivé: il faut liquider un traître, nous sommes chez des révolutionnaires. Puis arrive Pakline, sorte de nain boiteux. On sent qu’il essaie d'entrer dans les bonnes grâces des deux, sans aucun succès (on dirait un informateur de la police). Enfin arrive Niédjanov, 23 ans, fils naturel d’un grand personnage qui depuis sa mort lui fait verser une rente chaque mois, son demi-frère est un prince.
Un cinquième personnage surgit qui détonne tout de suite par son élégance et sa prestance, un statut élevé. C’est en effet un haut fonctionnaire, Sipiaguine, âgé de 48 ans. Il était assis à côté de Niédjanov au théâtre, et ils ont discuté. Malgré la différence de classe sociale, il a trouvé le jeune homme intéressant ; il se pique de libéralisme. Ayant vu dans la gazette de la police que Niédjanov cherchait une place de précepteur, il est venu lui proposer de passer quelques semaines chez lui à la campagne pour s’occuper de son fils de neuf ans.

### Maison de campagne de Sipiaguine
Nous sommes dans la maison de campagne de Sipiaguine. Sa femme, la jeune et belle Valentine Mikhaïlovna est avec son fils Kolia. Arrive alors Simon Pétrovitch Kallomeïttsev, dandy âgé de 32 ans. Son domaine se trouve à proximité. Ses idées sont conservatrices, et il défend les privilèges seigneuriaux. Marianne Vikientievna Sinietski, nièce de Sipiaguine par sa mère et jeune laideron, se joint à la compagnie. Elle a été recueillie par Sipiaguine et vit chez lui depuis que son père a été déporté pour vol envers l’État et que sa mère est morte. Une vive animosité existe entre Valentine et Marianne.
On annonce l’arrivée de Sipiaguine qui vient de Saint-Pétersbourg. Il a amené Niédjanov avec lui. Le décor est planté : le mari, la femme, le fils, la nièce mal dans sa peau, le voisin réactionnaire, le précepteur et une vieille tante.
Les jours passent avec les invités, et avec ses cours donnés au jeune Kolia, Niédjanov ne s’ennuie pas. De plus, il observe Marianne et sent en elle une personne proche de ses idées. Il en oublie et délaisse un peu sa mission qui est, on l’apprendra plus tard, de semer la révolte chez les paysans et ouvriers de la région. Le frère de Valentine, Serge Mikhaïlovitch Markiélov, apparaît sans crier gare, et Niédjanov surprend une discussion entre lui et Marianne. Cette dernière lui adresse ensuite la parole pour la première fois pour lui révéler que Markiélov l’a demandée en mariage et qu’elle a refusé. Markiélov, qui est en mission, se fait reconnaître comme tel par Niédjanov et l’invite chez lui. S’ensuivent plusieurs discussions stériles. Deux semaines passent. Niédjanov et Marianne s’avouent leur amour mutuel, et il part chez Markiélov pour se rendre chez les ouvriers et paysans de la région. Valentine, qui voit d’un mauvais œil le rapprochement entre sa nièce et le précepteur, fait passer un mot à son frère Markiélov pour lui signaler la chose.

### Le chef-lieu de S...
Le récit délaisse le domaine de Sipiaguine pour se rendre au chef-lieu de S… où des rencontres diverses se tiennent, tout d’abord avec Solomine, contremaître d’une usine, puis Pakline qui en vacances avec sa sœur à S…. Ce dernier les invite chez des parents, des petits vieux qui vivent comme au XVIIIe siècle, puis chez le marchand Golouchkine, alcoolique excentrique qui est censé soutenir leur cause. La situation devenant invivable pour eux, Niédjanov et Marianne quittent la maison et se réfugient chez Solomine, désormais le personnage central du roman. Niédjanov a beaucoup de mal à aller vers le peuple pour lequel il n'éprouve rien de commun. Il est censé par exemple distribuer des tracts, ce qui le rebute. En revanche, Marianne remplit sa mission avec simplicité et bonheur.
Markiélov tente de soulever ses paysans, mais ceux-ci le font arrêter et conduire en prison. Pakline se rend chez Sipiaguine pour qu’il intervienne en faveur de son beau-frère, toutefois Sipiaguine lui tire les vers du nez et apprend que Niédjanov et sa nièce Marianne sont chez Solomine. Il les dénonce alors au gouverneur.
Niédjanov confie Marianne à Solomine et se suicide.

### Épilogue
Près de deux ans plus tard, Markiélov est déporté en Sibérie, et Pakline se retrouve seul à Saint-Pétersbourg. Quant à Solomine et Marianne, ils se sont mariés et ont fondé une fabrique en coopérative.

## Éditions françaises
- Terres vierges, traduction d'Émile Durand-Gréville, revue par l'auteur, Paris, Hetzel, 1877
- Terres vierges, traduit par Louis Viardot, en collaboration avec l'auteur, Paris, Hetzel, 1879
- Terres vierges, traduit par Édith Scherrer, dans Romans et nouvelles complets, tome III, Paris, Éditions Gallimard, « Bibliothèque de la Pléiade », 1986,  (ISBN 978-2-07-010980-7)